# Nils Melander

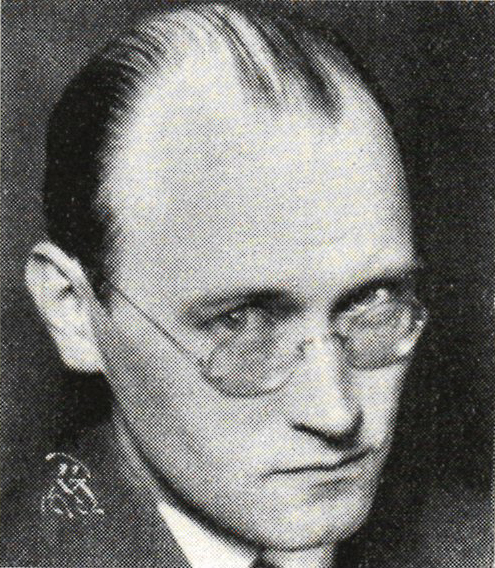
Nils Melander, cirka 1935.

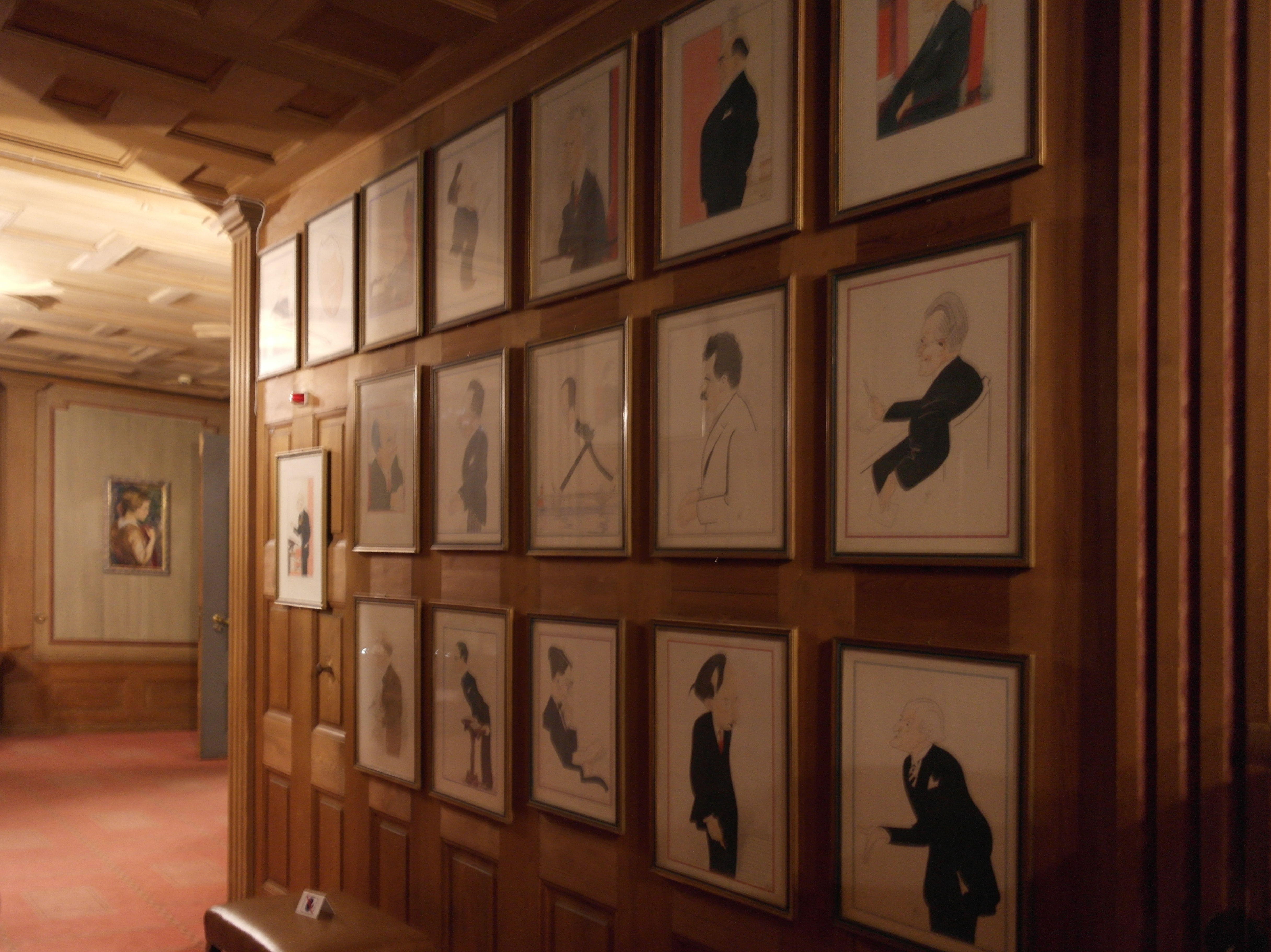
Verk av Nils Melander i Stockholms stadshus intill Rådssalen

Nils Ivar Melander, född 8 maj 1895 i Gävle, död 21 maj 1980 i Enskede, Stockholm, var en svensk tecknare och trycksaksritare. Han var från 1923 gift med textilkonstnären Wivi Grönqvist. 
Melander var under många år på 1900-talet tecknare i Svenska Dagbladet. Han signerade sina alster N M med stora, karakteristiska slängar, som fick smeknamnet Flugan.
Bland Melanders verk finns i Stockholms stadshus ett stort antal porträtt av stockholmspolitiker, däribland Yngve Larsson.
Nils Melander är gravsatt i minneslunden på Skogskyrkogården i Stockholm.

## Teater

### Scenografi
| År   | Produktion                   | Regi | Teater             |
| ---- | ---------------------------- | ---- | ------------------ |
| 1928 | Sådan är du, revy Karl-Ewert |      | Folkets hus teater |